# Дъ Вайръс (грузинска група)
„Дъ Вайръс“ е квартет от грузински певци, спечелил 10-о място за страната си на детския песенен конкурс „Евровизия 2015“ в София.
Квартетът е сформиран специално за представянето на страната на детския конкурс, след като и четиримата му членове са такива и на многобройната формация „Бзикебистудио“, иначе стояща зад предходни грузински участия.

## Състав
• Елене Кейришвили (10 години): Родена в грузинската столица Тбилиси, Елене е ученичка на „Бзикебистудио“ от 2010 година. Обича плуването и хип-хоп танците, обикновено взема участие в благотворителни събития. Най-голямата ѝ мечта е да създаде своя благотворителна фондация.
• Лизи Тавберидзе (12 години): Родена е в Тбилиси и пее с „Бзикебистудио“ от шестгодишна възраст. Лизи има редица хобита: пеене, танцуване, рисуване, оцветяване, каране на ски и скейтборд, а също и играене на футбол!
• Тако Гагнидзе (11 години): Tако е млада певица, таньорка и модел от грузинската столица. Едва шестгодишна, Тако печели модно състезание, ставайки принцеса на годината. Присъединява се към „Бзикебистудио“ през 2013 година, а на следващата се включва в танцова група наречена „Erula-In“. Тако се наслаждава на рисуването, пеенето, плуването, танците, но и споделя футболното хоби на Лизи.
• Дата Павлиашвили (11 години): Единственото момче в квартета. Става част от „Бзикебистудио“ през 2014 година. Както всички останали членове на квартета, той също е роден в столицата. Освен футбола, който е страст на повечето момчета, харесва и плуването.